# Mnioes teves
Mnioes teves är en stekelart som beskrevs av Ugalde och Ian D. Gauld 2002. Mnioes teves ingår i släktet Mnioes och familjen brokparasitsteklar. Inga underarter finns listade i Catalogue of Life.